# Gliese 754
Gliese 754 är en ensam stjärna i norra delen av stjärnbilden Kikaren. Den har en skenbar magnitud av ca 12,25 och kräver ett kraftfullt teleskop för att kunna observeras. Baserat på parallax enligt Gaia Data Release 3 på ca 169,2 mas, beräknas den befinna sig på ett avstånd på ca 19,3 ljusår (ca 5,9 parsek) från solen. Den rör sig bort från solen med en heliocentrisk radialhastighet på ca 7 km/s. Stjärnan är en av de hundra närmaste stjärnorna från solsystemet. Beräkningar visar att den har en excentrisk bana genom Vintergatan och troligen ingår i galaxens tjocka skikt.

## Egenskaper
Gliese 754 är en röd dvärgstjärna i huvudserien av spektralklass M4 V.  Den har en massa som är ca 0,17 solmassa, en radie som är ca 0,21 solradie och har ca 0,005 gånger solens utstrålning av energi från dess fotosfär vid en effektiv temperatur av ca 3 200 K. Stjärnan är fullt konvektiv och källa till röntgenstrålning.

## Planetsystem
I juni 2019 rapporterades en tänkbar exoplanet i omloppsbana kring Gliese 754. Den upptäcktes med Dopplermetoden och kretsar på ett avstånd av 0,28 AE med en omloppsperiod på 78 dygn. Banan är i huvudsak cirkulär inom felmarginalen. Den beboeliga zonen för stjärnan sträcker sig från 0,05 AE till 0,14 AE innanför omloppsbanan för den föreslagna följeslagaren.
| Planet         | Massa         | Halv storaxel (AE)  | Siderisk omloppstid (d) | Excentricitet   | Inklination | Radie |
| -------------- | ------------- | ------------------- | ----------------------- | --------------- | ----------- | ----- |
| b (obekräftad) | ≥9,8 ± 4,6 MJ | 0,277 +0,025 −0,028 | 78,37 +0,55−0,47        | 0,03 +0,20−0,03 | -           | -     |